# Entephria fumidotata
Entephria fumidotata là một loài bướm đêm trong họ Geometridae.